# Нижненикольский (Астраханская область)
Нижненикольский  — посёлок в Камызякском районе Астраханской области России. Входит в состав Образцово-Травинского сельсовета (до 2017 года — в Полдневском сельсовете. Население 282 человек (2010), 54 % из них — казахи, 42 % — русские(2002) .

## История
Нижненикольский передан в Образцово-Травинский сельсовет Законом Астраханской области от 5 сентября 2017 года № 46/2017-ОЗ.

## География
Посёлок расположен в пределах Прикаспийской низменности в южной части Астраханской области, в дельте реки Волги и находится на острове, образованном реками Полдневая (Бирюль) и Гандурино, на левом берегу р. Гандурино. На правом берегу — село Гандурино, между ними, на окраинах селений, действует переправа. С северной окраины посёлка — переправа к с. Образцово-Травино.
Уличная сеть состоит из трёх географических объектов: ул. Комсомольская, ул. Новая и ул. Свободная.
Климат
умеренный, резко континентальный, характеризуется высокими температурами летом и низкими — зимой, малым количеством осадков, а также большими годовыми и летними суточными амплитудами температуры воздуха.

## Население
| 2002 | 2008 | 2010 |
| ---- | ---- | ---- |
| 282  | ↗318 | ↘282 |

Национальный и гендерный состав
По данным Всероссийской переписи в 2010 году, численность населения села составляла 282 человека (143 мужчины и 139 женщин, 50,7 и 49,3 %% соответственно).
Согласно результатам переписи 2002 года, в национальной структуре населения казахи составляли 54 %, русские — 42 % от общей численности населения в 284 жителей.
| Национальность | Численность (2010) | Процент |
| -------------- | ------------------ | ------- |
| Русские        | 138                | 49,3%   |
| Казахи         | 133                | 47,5%   |
| Чеченцы        | 6                  | 2,1%    |
| Татары         | 3                  | 1,1%    |
| Всего          | 280                | 100%    |

## Инфраструктура
отделение Почты России 416315 (Комсомольская ул, 79). Действует фельдшерско-акушерский пункт. В посёлке инфраструктура развита для рыбодобычи.

## Транспорт
Проходит региональная автотрасса Образцово-Травино — Самосделка (идентификационный номер 12 ОП РЗ 12Н 098).
Водный транспорт.